# 18 Dywizja Atomowych Okrętów Podwodnych
18 Dywizja Atomowych Okrętów Podwodnych (18 DAOP) – morski związek taktyczny Sił Zbrojnych Federacji Rosyjskiej w strukturach Floty Północnej.
Dywizja wchodziła  w skład (2008) 12 Eskadry Atomowych Okrętów Podwodnych z Gadżyjewa. Stacjonowała w Nerpicha, Zapadnaja Lica.
W lutym 2010 rozformowano 18 Dywizję OPARB. W styczniu 2013 pozostające w rezerwie TK-17 Archangielsk, TK-20 Sewerstal wycofano z linii. 

## Okręty
| Okręty dywizji w linii w 2008 |              |                 |
| Nazwa                         | Typ          | Uwagi           |
| TK-17 Archangielsk            | projekt 941  | w linii od 1987 |
| TK-20 Sewierstal              | projekt 941  | w linii od 1989 |
| TK-208 Dymitr Donskij         | projekt 941U | w linii od 1982 |